# Montanha d'Aubèrt
La Montanha d'Aubèrt és una serra situada al municipi d'Es Bòrdes a la comarca de la Vall d'Aran, amb una elevació màxima de 2.000 metres.